# Dorfkirche Garlitz

Südostansicht

Die Dorfkirche Garlitz ist eine barocke Saalkirche im Ortsteil Garlitz der Gemeinde Märkisch Luch im Landkreis Havelland des Landes Brandenburg. Sie wurde nach der Zerstörung der Vorgängerkirche im 18. Jahrhundert errichtet. Nach einem Brand 1822 wurde sie 1826 in klassizistischen Formen wiederaufgebaut. Der quadratische Westturm trägt einen achtseitigen Knickhelm.